# Сесил, Дэвид, 6-й маркиз Эксетер
Дэвид Джордж Браунлоу Сесил, 6-й маркиз Эксетер (англ. David George Brownlow Cecil, Lord Burghley, 6th Marquess of Exeter; 9 февраля 1905[…], Бёрли-хаус, Питерборо — 22 октября 1981, Бёрли-хаус) — британский дворянин, легкоатлет, который специализировался в беге с барьерами, спортивный функционер, политик. Он носил титул учтивости — лорд Бёрли с 1905 по 1956 год и был известен как Дэвид Бёрли.

## Биография
Родился 9 февраля 1905 года. Старший сын Уильяма Сесила, 5-го маркиза Эксетера (1876—1956), и достопочтенной Майры Ровенны Сибилл Орд-Поулет (1879—1973), дочери Уильяма Орд-Поулета, 4-го барона Болтона (1845—1922). Получил образование в Институте ле Рози, Итонском колледже и Колледже Магдалины Кембриджского университета.
Был членом Палаты общин от Консервативной партии (1931—1943), членом исполнительного комитета (1951—1955, 1966—1970) и первым вице-президентом (1955—1966) Международного олимпийского комитета. Глава Британской олимпийской ассоциации (1936—1977). Губернатор Бермудских островов (1943—1945). Президент ИААФ (1946—1976). Председатель Организационного комитета летних Олимпийских игр 1948. Ректор Университета Сент-Эндрюса (1949—1952).
В 1956 году после смерти отца унаследовал титул маркиза Эксетера.
Олимпийский дебют на Играх 1924 года оказался неудачным — не прошел дальше предварительных забегов в беге на 110 метров с барьерами.
Олимпийский чемпион в беге на 400 метров с барьерами (1928). На Олимпиаде 1928 года выступал также в беге на 110 метров с барьерами, но остановился на полуфинальной стадии соревнований.
Бронзовый призёр Игр 1932 года в составе британской команды в эстафете 4×400 метров. На этой Олимпиаде он был также четвёртым в беге на 400 метров с барьерами и пятым на дистанции 110 метров с барьерами. Был трехкратным чемпионом в истории первых Игр Британской империи (1930). Многократный чемпион Британии. Эксрекордсмен мира и Европы по легкой атлетике.

## Семья
Маркиз Эксетер был потомком Уильяма Сесила, 1-го барона Бёрли (1520—1598), главного министра, а позже казначея королевы Англии Елизаветы I. После его смерти титул перешел к его младшему брату, лорду Мартину Сесилу.
10 января 1929 года лорд Бёрли женился первым браком на леди Мэри Терезе Монтегю Дуглас Скотт (4 марта 1904 — 1 июня 1984), четвертой дочери сэра Джона Монтегю Дугласа Скотта, 7-го герцога Баклю и 9-го герцога Куинсберри, и леди Маргарет Элис «Молли» Бриджмен. Они развелись в 1946 году. У них было четверо детей:
- Леди Давина Мэри Сесил (29 июня 1931 — 6 сентября 2018), в 1952 году вышла замуж за Гарри Джона Невилла Вейна, 11-го барона Барнарда (1926—2016), и развелась в 1992 году. У них пятеро детей, девять внуков и одна правнучка.
- Джон Уильям Эдвард Сесил (1 июня 1933 — 6 июля 1934)
- Леди Джиллиан Мойра Кэтрин Сесил (род. 8 марта 1935 года), в 1954 году вышла замуж за сэра Джайлса Генри Чарльза Флойда, 7-го баронета (род. 1932), и они развелись в 1978 году. У них двое сыновей и четверо внуков. В 1979 году она снова вышла замуж за Джорджа Майкла Кертеса. В 2008 году она снова вышла замуж за Джереми Смита.
- Леди Анджела Мэри Роуз Сесил (род. 21 мая 1938 года), в 1958 году вышла замуж за сэра Уильяма Ричарда Майкла Освальда (1934—2021). У них двое детей. Леди Анджела была давней подругой и фрейлиной королевы Елизаветы, королевы-матери.

12 декабря 1946 года он женился вторым браком на Диане Мэри Хендерсон (10 января 1911 — 6 июня 1982), дочери Арнольда Хендерсона и Хелен Мэдлин Гордон, внучке Александра Хендерсона, 1-го барона Фарингдона, и имел дочь:
- Леди Виктория Диана Сесил (род. 28 июня 1947 года), в 1967 году она вышла замуж за Саймона Патрика Литэма, сына майора Патрика Магора Литэма. У них двое детей